# Српско-руски споразум о размени културних добара
У јануару 2019. године у Београду председници две земље постигли су Споразум о размени између Руске Федерације и Републике Србије културних добара која се чувају у Руској народној библиотеци и Народном музеју Србије. Министарство културе Србије назвало је овај споразум „једним од кључних догађаја у културном животу државе“.
Руска страна је изразила спремност да пренесе 166. лист Мирослављевог јеванђеља у замену за 5 слика Николе Рериха и 2 његове скице са српске стране.
Државној думи је 16. марта 2020. године достављен нацрт савезног закона о ратификацији овог споразума. Доњи дом Савезне скупштине изгласао је 23. јуна 2020. године размену културних добара.
Савет Федерације је 8. јула одобрио одлуку Државне думе слањем инструмента ратификације председнику Руске Федерације на потписивање, које је одржано 13. јула 2020. године. Савезни закон је објављен у Руској газети 16. јула 2020. године.

## Мирослављево јеванђеље
Мирослављево јеванђеље је национална реликвија српског народа. Најпре је постојала жеља да се замени за руску икону Богородице Владимирске, која се у то време чувала у Србији. Али 2017. године у Београду су откривене слике Николаја Рериха, те је одлучено да се ипак то достави Русији.
Мирослављево јеванђеље је најстарији пример ћириличног српског писма. Настао је у 12. веку, између 1180. и 1200. године, по налогу кнеза Мирослава, брата Стефана Немањића, родоначелника српске династије Немањића.
Рукопис је наручен за манастир Светог Петра у Лими, који је неко време служио као кнежевски гроб. Запослени у Руској националној библиотеци Валентин Сидорин, Јевгениј Љаховицки и Жана Левшина верују да је до завршетка изградње храма настало ово величанствено службено Јеванђеље.
Потом је завршио у манастиру Хиландару на Атосу. У другој половини 19. века руски епископ Порфирије Успенски посећује Хиландар. У библиотеци манастира Порфирије је био толико очаран лепотом књиге да је истргао 166. лист, који је донео у Санкт Петербург на поклон Царској јавној библиотеци. Према другој верзији, поклоњен му је лист Јеванђеља. Давање странице била је нормална пракса тих година. Руска библиотека га је набавила 1883. године као део велике збирке Порфирија Успенског.
Након што је лист откупила Царска библиотека, за њега је направљен посебан рељефни златни повез. Током Другог светског рата лист је евакуисан у  Димитровград и није оштећен.
Рукопис чини један пергаментни лист (41 × 27,5 цм). Ово је фрагмент Месечника. Текст је написан у двостубној повељи на црквенословенском језику, украшен са два велика иницијала у бојама уз коришћење злата.
Највећи део књиге стигао је у Београд тек 1896. године, када су монаси манастира Хиландара поклонили Мирослављево јеванђеље српском краљу Александру Обреновићу. Године 1950. Мирослављево јеванђеље је пренето у Народни музеј у Београду. На примерку Мирослављевог јеванђеља председници Србије полажу заклетву приликом инаугурације.

## Рерихове слике
У Народном музеју Србије сачувано је 7 дела Николе Рериха. Сматрало се да су слике изгубљене током Другог светског рата, али су откривене у Београду 2017. године.

Године 1932. Николај Рерих је написао писмо српском краљу Александру Првом Карађорђевићу, уз које једну своју слику поклања музеју.
Срце ми гори да једну своју слику донесем на поклон у ову ризницу, али моје дело је подељено на два света: један је словенски свет, руски, други је свет колевке предака словенских Аријеваца — на Хималајима. Како одабрати? Зар не би било мило Вашем Краљевском Величанству да ми укаже који би од ових светова био пожељан за београдску ризницу?— Николај Рерих, Допис од 5. јуна 1930. године, чува се у Државном архиву Србије
Краљ је одговорио да би више волео слику „из руског живота или природе, односно из словенског света“. Други Рерихови радови донети су у Србију у оквиру изложбе његових радова, али су избијање Другог светског рата, а потом и напад Нацистичке Немачке на Југославију у априлу 1941. спречили повратак експоната у Русију.